# Julija Pleszkowa
Julija Michajłowna Pleszkowa (ros. Юлия Михайловна Плешкова; ur. 17 maja 1997) – rosyjska narciarka alpejska, brązowa medalistka mistrzostw świata juniorów.

## Kariera
Po raz pierwszy na arenie międzynarodowej pojawiła się 4 grudnia 2013 roku w Miass, gdzie w zawodach FIS zajęła 20. miejsce w slalomie. W 2016 roku wystąpiła na mistrzostwach świata juniorów w Soczi, gdzie zajęła 20. miejsce w superkombinacji. Na rozgrywanych dwa lata później mistrzostwach świata juniorów w Davos wywalczyła brązowy medal w zjeździe.
W Pucharze Świata zadebiutowała 23 lutego 2019 roku w Crans-Montana, zajmując 26. miejsce w zjeździe. Tym samym już w debiucie zdobyła pierwsze pucharowe punkty.
Podczas igrzysk olimpijskich w Pekinie w 2022 roku zajęła między innymi dziesiąte miejsce w superkombinacji i osiemnaste w supergigancie. Zajęła też między innymi 27. pozycję w zjeździe na rozgrywanych rok wcześniej mistrzostwach świata w Cortina d’Ampezzo.

## Osiągnięcia

### Igrzyska olimpijskie
| Miejsce | Dzień     | Rok  | Miejscowość | Konkurencja     | Czas biegu | Strata | Zwyciężczyni     |
| ------- | --------- | ---- | ----------- | --------------- | ---------- | ------ | ---------------- |
| 27.     | 7 lutego  | 2022 | Pekin       | Gigant          | 1:55,69    | +7,63  | Sara Hector      |
| 18.     | 11 lutego | 2022 | Pekin       | Supergigant     | 1:13,51    | +1,75  | Lara Gut-Behrami |
| 10.     | 15 lutego | 2022 | Pekin       | Zjazd           | 1:31,87    | +2,61  | Corinne Suter    |
| 10.     | 17 lutego | 2022 | Pekin       | Superkombinacja | 2:25,67    | +5,03  | Michelle Gisin   |

### Mistrzostwa świata
| Miejsce | Dzień     | Rok  | Miejscowość       | Konkurencja     | Czas biegu | Strata | Zwyciężczyni     |
| ------- | --------- | ---- | ----------------- | --------------- | ---------- | ------ | ---------------- |
| DNF     | 5 lutego  | 2019 | Åre               | Supergigant     | 1:04,89    | -      | Mikaela Shiffrin |
| DNS2    | 8 lutego  | 2019 | Åre               | Superkombinacja | 2:02,13    | -      | Wendy Holdener   |
| 31.     | 10 lutego | 2019 | Åre               | Zjazd           | 1:01,74    | +2,23  | Ilka Štuhec      |
| 30.     | 11 lutego | 2021 | Cortina d’Ampezzo | Supergigant     | 1:25,51    | +3,59  | Lara Gut-Behrami |
| 27.     | 13 lutego | 2021 | Cortina d’Ampezzo | Zjazd           | 1:34,27    | +3,26  | Corinne Suter    |
| DNS1    | 15 lutego | 2021 | Cortina d’Ampezzo | Superkombinacja | 2:07,22    | -      | Mikaela Shiffrin |

### Mistrzostwa świata juniorów
| Miejsce | Dzień       | Rok  | Miejscowość | Konkurencja     | Czas biegu | Strata | Zwyciężczyni       |
| ------- | ----------- | ---- | ----------- | --------------- | ---------- | ------ | ------------------ |
| DNF     | 27 lutego   | 2016 | Soczi       | Zjazd           | 1:13,95    | +0,91  | Valérie Grenier    |
| DNF     | 29 lutego   | 2016 | Soczi       | Supergigant     | 1:10,48    | –      | Nina Ortlieb       |
| 20.     | 1 marca     | 2016 | Soczi       | Superkombinacja | 1:59,32    | +6,24  | Aline Danioth      |
| 15.     | 8 marca     | 2017 | Åre         | Zjazd           | 1:25,27    | +1,73  | Alice Merryweather |
| 37.     | 9 marca     | 2017 | Åre         | Supergigant     | 1:15,10    | +5,43  | Nadine Fest        |
| DNF2    | 10 marca    | 2017 | Åre         | Superkombinacja | 2:09,05    | –      | Nadine Fest        |
| 55.     | 12 marca    | 2017 | Åre         | Gigant          | 1:58,38    | +11,37 | Laura Pirovano     |
| 29.     | 13 marca    | 2017 | Åre         | Slalom          | 1:42,81    | +6,81  | Camille Rast       |
| 44.     | 30 stycznia | 2018 | Davos       | Gigant          | 1:39,66    | +8,10  | Julia Scheib       |
| 29.     | 31 stycznia | 2018 | Davos       | Slalom          | 1:46,51    | +11,14 | Meta Hrovat        |
| 20.     | 4 lutego    | 2018 | Davos       | Supergigant     | 1:12,22    | +3,72  | Kajsa Vickhoff Lie |
| 13.     | 5 lutego    | 2018 | Davos       | Superkombinacja | 2:03,41    | +5,06  | Aline Danioth      |
| 3.      | 8 lutego    | 2018 | Davos       | Zjazd           | 1:10,10    | +0,55  | Kajsa Vickhoff Lie |

### Puchar Świata

#### Miejsca w klasyfikacji generalnej
- sezon 2018/2019: 127.
- sezon 2019/2020: 110.
- sezon 2020/2021: 80.
- sezon 2021/2022: 71.

#### Miejsca na podium w zawodach
Pleszkowa nie stała na podium indywidualnych zawodów PŚ.